# طائفة منورقة
طائفة مَنُورَقَة هي إحدى ممالك الطوائف، والتي تشكلت بعد انهيار الدولة الأموية في الأندلس، وكانت قائمة من الفترة 1228 حتى عام 1287، عندما سقطت على يد مملكة أراغون. وتقع في جزيرة منورقة.

## حكامها
- أبو عثمان سعيد بن الحكم القرشي
- أبو عمر بن سعيد